# 윤미숙 (작가)
윤미숙(Mi-sook Yoon, 1969)은 한국의 일러스트레이터이다. 그녀는 2004년 <팥죽 할멈과 호랑이>로 볼로냐국제어린이도서전에서 라가치 상(Winner of Bologna Ragazzi Awards Special Mention for Fiction)을 수상했다. 2019년에는 <사과나무밭 달님>으로 픽션 부문 우수상을 수상했다. 그녀는 거친 느낌의 석판화와 다양한 질감의 한지와 색지 등 다양한 질감의 재료들을 사용해 콜라주 기법으로 그림을 그려낸다. 그녀의 대표적인 그림책으로는 <팥죽 할멈과 호랑이>, <사과나무밭 달님>, <흰 쥐 이야기>, <작은 배가 동동동>, <빨주노초파남보 색깔 말놀이>, <뻐드렁니 코끼리> 등이 있다.

## 생애
윤미숙은 1969년 3월 6일 대한민국 서울에서 태어났다. 그녀는 단국대학교에서 서양화를 전공했다. 프뢰벨 출판사 미술부에서 미술연구원으로 일하며 어린이책 일러스트레이션을 시작했다. 조카에게 직접 그린 그림책을 선물해주고 싶다는 마음이 계기가 되어 그림책에 그림을 그리게 되었다. 이후 <내 친구가 마녀래요>라는 작품으로 작가 활동을 시작했으며, 2004년 <팥죽 할멈과 호랑이>로 볼로냐국제어린이도서전에서 라가치 상을 수상했다. 이후 2019년에 <사과나무밭 달님>으로 또 한 번 라가치 상을 수상했다. 현재 양평에서 그림을 그리며 혼자 살고 있다.

## 경력
윤미숙은 2004년에 <팥죽 할멈과 호랑이>, 2019년에 <사과나무밭 달님>으로 볼로냐 국제아동도서전 라가치상 픽션 부문 SPECIAL MENTION을 수상했다. <사과나무밭 달님>은 대한민국의 유명한 작가인 권정생의 글에 그림 작업을 한 작품이다. 라가치상 심사위원들은 <사과나무밭 달님>을 “자연 풍경과 농촌의 노동을 구체적인 장면들로 그리면서 삶의 풍요와 취약성을 동시에 보여 주는 작품”이라고 평가했다. 그녀는 이 외에도 <흰 쥐 이야기>, <토끼와 자라>, <작은 배가 동동동> 등 많은 그림책을 만들었다.

## 스타일
윤미숙 작가는 그림책에 다양한 작품 스타일을 시도한다. 그녀의 대표적인 작품 스타일은 거칠게 터치한 듯한 느낌의 석판화와 다양한 질감의 한지와 색지 등을 활용한 콜라주 방식이다. 예시로 <팥죽 할멈과 호랑이>, <사과나무밭 달님>, <흰 쥐 이야기> 등이 있다. 특히 <사과나무밭 달님>은 디지털 작업을 완전히 배제하고 전작업을 수작업으로 진행하였는데, 먼저 색한지 재료로 콜라주 작업을 하고, 그 위에 석판화 기법으로 선과 면을 완성했다.
또한 그녀는 스티치 기법을 사용하여 <웃음은 힘이 세다>, <그 나무가 웃는다> 그림책 속 여러 요소들을 표현한다. 바늘과 천, 실을 사용해 한땀 한땀 작업한 자수 방법이 주는 시각적인 효과는 독자에게 따스함을 느끼게 준다. 그 외에도 <빨주노초파남보 색깔 말놀이>, <뻐드렁니 코끼리>, <물방울 삼 형제의 모험> 등은 강렬한 원색을 사용해 그 전의 작업과는 또 다른 분위기를 볼 수 있다.

## 수상
- 2019 볼로냐 국제아동도서전 라가치상(픽션 부문 SPECIAL MENTION) 수상 – <사과나무밭 달님>
- 2004 볼로냐 국제아동도서전 라가치상(픽션 부문 SPECIAL MENTION) 수상 – <팥죽 할멈과 호랑이>

## 작품
- 2023 만약에 내가 (풀빛) ISBN 979-11-6172-569-7
- 2021 나는 나 나혜석 (우주나무) ISBN 979-11-89489-34-2
- 2020 작은 배가 동동동 (시공주니어) ISBN 979-11-6579-177-3
- 2020 펭귄 (비룡소) ISBN 978-89-491-8163-9
- 2017 우리 손잡고 갈래? (문학과지성사) ISBN 978-89-320-3058-6
- 2017 사과나무밭 달님 (창비) ISBN 978-89-364-4715-1
- 2016 그 나무가 웃는다 (시공주니어) ISBN 978-89-527-8251-9
- 2015 웃음은 힘이 세다 (한올림어린이) ISBN 978-89-98465-74-2
- 2014 혹부리 영감과 도깨비 (길벗어린이) ISBN 978-89-5582-290-8
- 2012 물방울 삼 형제의 모험 (웅진다책) ISBN 978-89-01-25908-6
  - 2021 The Three Water Drop Brothers (Enchanted Lion Books, English) ISBN 9781592703234
- 2010 Achem Meu Pai, por Favor - Coleção Tan Tan (CALLIS) ISBN 978-8574165035
- 2010 토끼와 자라 (비룡소) ISBN 978-89-491-0125-5
- 2010 빨주노초파남보 색깔 말놀이 (시공주니어) ISBN 978-89-527-5719-7
- 2008 농부의 꿈 (여원미디어) ISBN 979-11-393-0254-7
- 2007 작은 배가 동동동 (시공주니어) ISBN 979-11-6579-177-3
- 2007 뻐드렁니 코끼리 (웅진주니어) ISBN 978-89-01-06884-8
- 2006 엄마 젖이 딱 좋아! (웅진주니어) ISBN 978-89-01-05999-0
- 2006 흰 쥐 이야기 (비룡소) ISBN 978-89-491-0119-4
  - 2009 ふしぎなしろねずみ (岩波書店) ISBN 9784001112146
- 2005 당신이 하는 일은 언제나 옳아요 (교원) ISBN 89-21-43199-3
- 2003 팥죽 할멈과 호랑이 (웅진닷컴) ISBN 978-89-01-26006-8